# Jordan Fisher (EP)
Jordan Fisher es el extended play debut del actor y cantante estadounidense de nombre homónimo. El EP fue lanzado el 19 de agosto de 2016 por Hollywood Records.

## Lista de canciones
| N.º | Título              | Duración |  |
| 1.  | «All About Us»      | 3:56     |  |
| 2.  | «Counterfeit»       | 3:43     |  |
| 3.  | «All I Wanna Do»    | 3:20     |  |
| 4.  | «Lookin' Like That» | 2:48     |  |

- Datos: Q6133058